# Kenneth Branagh

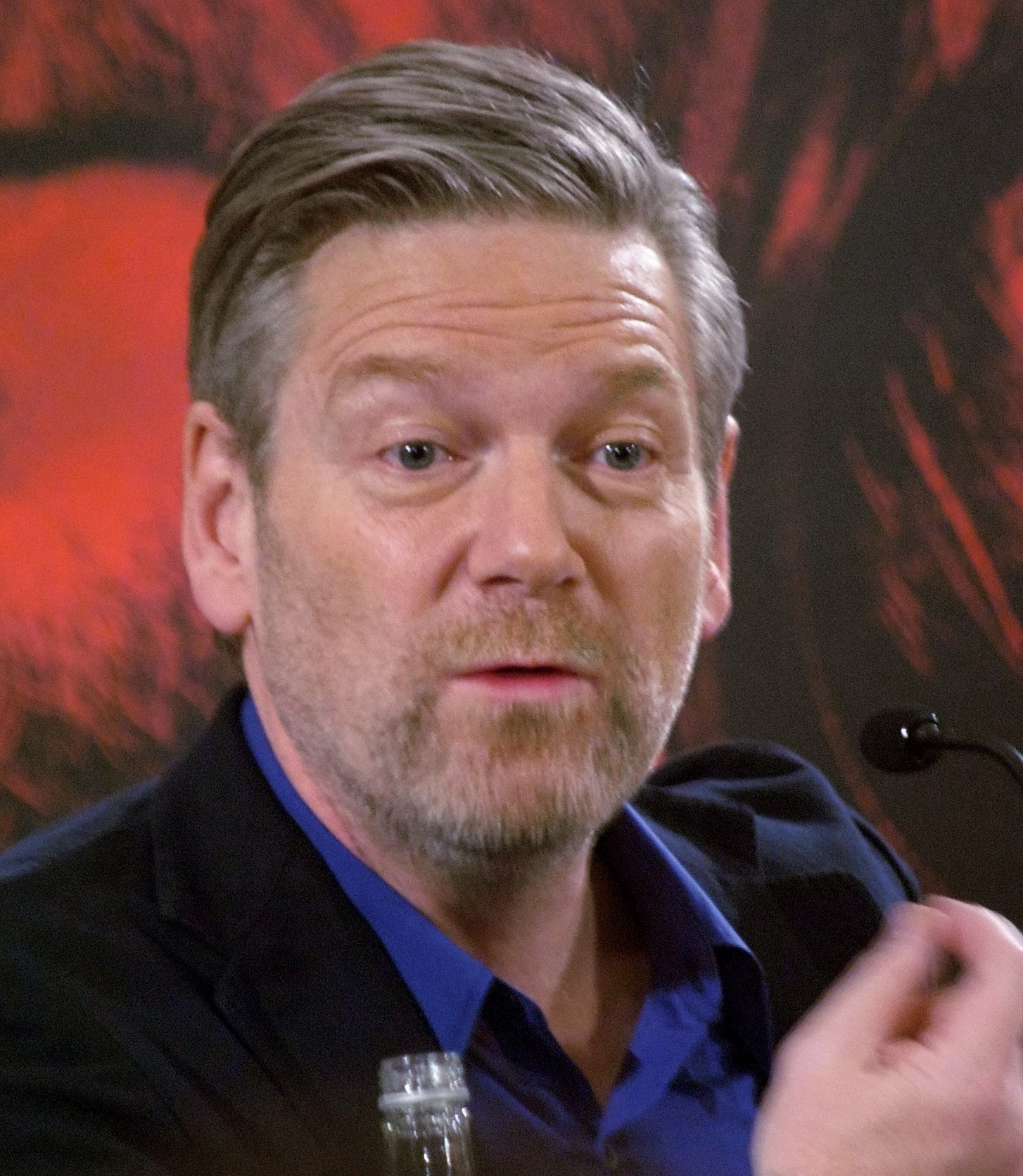
Kenneth Branagh 2011

Kenneth Charles Branagh, född 10 december 1960 i Belfast, Nordirland, är en brittisk regissör, skådespelare och manusförfattare. Branagh har både regisserat och spelat huvudroller i ett antal filmadaptationer av William Shakespeares verk, däribland i Henrik V (1989), Mycket väsen för ingenting (1993), Othello (1995), Hamlet (1996), Kärt besvär förgäves (2000) och Som ni behagar (2006). Han har spelat huvudroller i TV-serier som Krigets skördar (1987), Shackleton (2002) och Wallander (2008–2016) och i filmer som Kändisliv  (1998), Wild Wild West (1999), Vägen till El Dorado (2000), Konspirationen (2001), Harry Potter och Hemligheternas kammare (2002), Warm Springs (2005), Valkyria (2008), The Boat That Rocked (2009), My Week with Marilyn (2011), Dunkirk (2017) och Tenet (2020). 
Branagh regisserade även och spelade huvudrollen i den romantiska thrillern Död på nytt (1991), skräckfilmen Mary Shelley's Frankenstein (1994), action-thrillern Jack Ryan: Shadow Recruit (2014), Mordet på Orientexpressen (2017) och Döden på Nilen (2022). Han har också regisserat filmer som Trollflöjten (2006), Skuggspel (2007), Thor (2011) och Berättelsen om Askungen (2015).

## Biografi
Branagh föddes på Nordirland men flyttade som barn med familjen till Reading i England. Redan vid 23 års ålder spelade han huvudroller i uppsättningar med Royal Shakespeare Company och har ofta jämförts med Laurence Olivier, som han också gestaltade på film i My Week with Marilyn (2011). Liksom Olivier har han inte minst spelat många stora roller i pjäser av Shakespeare och även regisserat ett flertal ofta kritikerrosade filmatiseringar, såsom Henrik V (1989), Mycket väsen för ingenting (1993), Hamlet (1996), Kärt besvär förgäves (2000) och Som ni behagar (2006). 
Han blev känd i de breda lagren genom TV-serien Krigets skördar (1987). Han har hittills gestaltat Henning Mankells berömda karaktär Kurt Wallander i nio långfilmer. Filmerna började som en brittisk TV-version av Henning Mankells böcker och har spelats in i Ystad och Skåne under 2008, 2011 och 2012.
Branagh var från 20 augusti 1989 till oktober 1995 gift med skådespelaren Emma Thompson och han adlades i England 2012.
Den 27 juli 2012 spelade han den brittiske ingenjören Isambard Kingdom Brunel med dialog hämtad från Shakespeares Stormen vid invigningsceremonin för OS i London.

## Filmografi (i urval)
- 1987 – Krigets skördar (TV-serie) (roll)
- 1989 – Henrik V (manus, regi, produktion och roll)
- 1991 – Död på nytt (regi och roll)
- 1992 – Peter's Friends (regi, produktion och roll)
- 1992 – Swan Song (kortfilm, regi)
- 1993 – Mycket väsen för ingenting (manus, regi, produktion och roll)
- 1993 – Swing Kids – de sista rebellerna (roll)
- 1994 – Mary Shelley's Frankenstein (regi och roll)
- 1995 – Mitt i vintern var det (manus och regi)
- 1995 – Othello (roll)
- 1996 – I väntan på Richard (roll)
- 1996 – Hamlet (manus, regi, produktion och roll)
- 1998 – The Gingerbread Man (roll)
- 1998 – Kändisliv (roll)
- 1999 – Wild Wild West (roll)
- 2000 – Vägen till El Dorado (roll)
- 2000 – Kärt besvär förgäves (manus, regi, produktion och roll)
- 2001 – Konspirationen (roll)
- 2002 – Harry Potter och Hemligheternas kammare (roll)
- 2002 – Shackleton (TV-serie) (roll)
- 2002 – Rabbit Proof Fence (roll)
- 2005 – Warm Springs (roll)
- 2006 – Trollflöjten (manus och regi)
- 2006 – Som ni behagar (manus, regi och produktion)
- 2007 – Skuggspel (regi och produktion)
- 2008 – Valkyria (roll)
- 2008 – Wallander (tolv TV-filmer, roll)
- 2009 – The Boat That Rocked (roll)
- 2011 – My Week with Marilyn (roll)
- 2011 – Thor (regi)
- 2012 – Stars in Shorts (roll)
- 2014 – Jack Ryan: Shadow Recruit (regi och roll)
- 2015 – Berättelsen om Askungen (regi)
- 2016 – Mindhorn (roll)
- 2017 – Dunkirk (roll)
- 2017 – Mordet på Orientexpressen (regi och roll)
- 2020 – Tenet (roll)
- 2021 – Belfast (regi)
- 2022 – Döden på Nilen (regi och roll)
- 2023 – Mord i Venedig (regi och roll)